# 時間がある人しか出れないTV
『時間がある人しか出れないTV』（じかんがあるひとしかでれないティーヴィー）は、TBSで2015年1月20日から3月31日まで放送されていたバラエティ番組である。最終回では第一部「完」とテロップが出ており、第二部が放送される可能性を残して終了。その後、2015年12月30日0:10 - 1:40（29日深夜）に、特別番組として放送された。

## 概要
時間のある人（主に芸人）が1つのテーマを時間をかけていく番組。

## 出演者

### MC
- 岡村隆史

### 進行
- 笹川友里（TBSアナウンサー）

## 放送リスト

### レギュラー時代
| 回数 | 放送日         | テーマ                                                         | 時間のある人（調査員）               | ゲスト                             | 備考                |
| ---- | -------------- | -------------------------------------------------------------- | ------------------------------------ | ---------------------------------- | ------------------- |
| 1    | 2015年 1月20日 | オールスター感謝祭・24年間の総合チャンピオンを調べよう         | 波田陽区、レギュラー、井上マー       | 島崎和歌子                         | 0:56 - 1:26に放送。 |
| 2    | 1月27日        | 年末年始のTV番組で最も笑いを取った芸能人は?                    | フルパワーズ、敏感-ファイル          |                                    |                     |
| 3    | 2月3日         | カラオケ消費ダイエットで本当に痩せられるか?（検証中）          | うさまりあ                           |                                    |                     |
| 3    | 2月3日         | 犬の帰巣本能の限界を調べよう                                   | 王崎まりな                           |                                    |                     |
| 4    | 2月10日        | 全女性芸能人対抗真のワイプ女王決定戦                           | フルパワーズ                         | 矢口真里                           |                     |
| 5    | 2月17日        | スキージャンプでK点越えしよう!経験ゼロからスキージャンプに挑戦 | ビギン!ナウ                          |                                    |                     |
| 6    | 2月24日        | 好きな男性のタイプ「岡村隆史」女芸能人の今?前編                | オオカミ少年                         | 品川祐                             |                     |
| 7    | 3月3日         | 好きな男性のタイプ「岡村隆史」女芸能人の今?後編                | オオカミ少年、ぺんぎんナッツ         | 品川祐                             |                     |
| 7    | 3月3日         | 経験ゼロから素振りだけでホームランが打てる?前編                | 厚切りジェイソン、ベーグル吉村       | 淡口憲治（ジェイソン素振り指導）   |                     |
| 8    | 3月10日        | 経験ゼロから素振りだけでホームランが打てる?後編                | 厚切りジェイソン、ベーグル吉村       | 犬伏稔昌（ベーグル吉村素振り指導） | 0:51 - 1:21に放送。 |
| 9    | 3月17日        | 芸能界最強ボビーを倒せるのか?ライザップ芸人                    | アントニー、鬼越トマホーク（挑戦者） | ボビー・オロゴン（対戦者）         | 0:44 - 1:14に放送。 |
| 9    | 3月17日        | サクラの行列で本物の行列は作れる?                              | スクールJCAの生徒                    |                                    | 0:44 - 1:14に放送。 |
| 10   | 3月24日        | 天才がラストスパートだけで東京六大学合格出来るか?              | ナポ                                 | 吉木りさ                           | 1:19 - 1:49に放送。 |
| 10   | 3月24日        | カラオケ消費ダイエットで本当に痩せられるか?完結編              | うさまりあ                           |                                    | 1:19 - 1:49に放送。 |
| 11   | 3月31日        | 芸人最強クイズ王決定戦 IQ146超天才VS宇治原                     | ナポ                                 | 宇治原史規（ロザン）、吉木りさ     |                     |

### 特番時代
| 回数 | 放送日         | 放送時間    | テーマ                                  | 時間のある人（調査員） | ゲスト | 備考  |
| ---- | -------------- | ----------- | --------------------------------------- | ---------------------- | ------ | ----- |
| 1    | 2015年12月30日 | 0:10 - 1:40 | テレビで一番笑いを取った芸能人ベスト100 |                        |        | [ 5 ] |

## ネット局と放送時間
| 放送対象地域   | 放送局                | 系列    | 放送期間                | 放送日時                     | 遅れ       |
| -------------- | --------------------- | ------- | ----------------------- | ---------------------------- | ---------- |
| 関東広域圏     | TBSテレビ（TBS）      | TBS系列 | 2015年1月20日 - 3月31日 | 火曜 0:41 - 1:11（月曜深夜） | 製作局     |
| 福島県         | テレビユー福島（TUF） | TBS系列 | 2015年1月20日 - 3月31日 | 火曜 0:41 - 1:11（月曜深夜） | 同時ネット |
| 岡山県・香川県 | 山陽放送（RSK）       | TBS系列 | 2015年1月27日 - 4月7日  | 火曜 0:38 - 1:08（月曜深夜） | 7日遅れ    |
| 福岡県         | RKB毎日放送（RKB）    | TBS系列 | 2015年2月4日 - 4月8日   | 水曜 1:08 - 1:38（火曜深夜） | 8日遅れ    |
| 石川県         | 北陸放送（MRO）       | TBS系列 | 2015年2月19日 - 5月7日  | 木曜 23:53 - 翌0:23          | 37日遅れ   |

## スタッフ
- ナレーション：三村ロンド
- 構成：はしもとこうじ、布広太一、大西右人、羽柴拓/堀江利幸（特番のみ）
- リサーチ：中原祐
- TM：荒木健一、京屋知行
- TD：山田賢司、中野啓
- VE：藤本剛、宮本民雄、高橋康弘
- カメラ：藤田栄治、小笠原朋樹
- 音声：浜崎健
- 照明：渋谷康治、中川剛
- 美術プロデューサー：齋藤傑
- 美術制作：羽田一成
- 装置：正代俊明
- 操作：横地碧、加藤優希
- 電飾：澤田稔
- 衣裳：岩崎孝典
- メカシステム：庄子泰広
- メイク：川喜田祥子、好村恵美理、岡部千佳
- CG：上野勇
- MA：岩倉省吾（麻布プラザ）
- 編集：森岡佑次・曽根徹（麻布プラザ）、関美幸（東通）
- 音効：石川良則、沢井隆志
- ロケ技術：スウィッシュ・ジャパン
- 協力：東京オフラインセンター、オールミックス
- 編成：嵯峨祥平
- 宣伝：小林恵美子→清水由花
- TK：飛田亜也、長谷川道子
- デスク：椿美貴子
- AD：岡本裕太、森田佐知子、椿亨悟、坂本和希
- キャスティングプロデューサー：好田康智
- MP：稲見亜矢（レギュラー版のみ）
- フロアディレクター：川名良和
- ディレクター：久野公嗣、佐藤秀樹、須藤駿、前島隆昭
- 協力プロデューサー：田中裕樹→樋口将規（よしもとクリエイティブ・エージェンシー）
- プロデューサー：金原将公
- 演出・プロデューサー：高田脩
- 制作協力：吉本興業
- 製作著作：TBS